# Hevossaari (ö i Mellersta Finland, Jämsä, lat 61,66, long 25,47)
Hevossaari är en ö i Finland.   Den ligger i kommunen Kuhmois i landskapet Mellersta Finland, i den södra delen av landet, 170 km norr om huvudstaden Helsingfors.